# Kuniko Ozaki
Kuniko Ozaki (尾崎久仁子, Ozaki Kuniko) es una abogada japonesa que fue Magistrada de la Corte Penal Internacional. Fue la Jueza Presidente de la Sala de Juicios V, constituida para juzgar a contra cuatro ciudadanos keniatas.

## Primeros años y carrera
Ozaki se graduó de la Universidad de Tokio en 1978, y en 1982 obtuvo un Máster en Relaciones Internacionales en la Universidad de Oxford.
Posteriormente, trabajó en diversos cargos para el Ministerio de Relaciones Exteriores de su país.
Entre 2006 y 2009, trabajó para la Oficina de Naciones Unidas contra la Droga y el Delito (UNODC), en donde fue la Directora de la División de Tratados.
Además, ha trabajado como profesora de Derecho Internacional Público en la Universidad de Tohoku y en otras universidades. También ha escrito sobre Derecho Penal Internacional y otros campos del Derecho.

## Jueza de la Corte Penal Internacional, 2009-presente
El 20 de enero de 2010, Ozaki asumió su cargo como jueza en una Sala de Juicios de primera instancia de la Corte Penal Internacional. Si bien no era una abogada calificada, enfatizó su experiencia en conferencias sobre Derecho Internacional y su trabajo en el Ministerio de Justicia de Japón en respuesta al cuestionario de la Corte Penal Internacional para su elección en 2009. Fue elegida parar un periodo que duraba hasta el 11 de marzo de 2018, pero permaneció en su cargo como magistrada sin dedicación total hasta noviembre de 2019.
Ozaki fue asignada a la Sala de Juicio V, que se encargó de enjuiciar a cuatro personas keniatas por crímenes de lesa humanidad. Fue elegida presidenta de dicha Sala. Hasta 2016, también ejerció como miembro de la Sala de Juicio III para el caso de Jean-Pierre Bemba, el primer caso en que la Corte Internacional de Justicia ha encontrado a un alto oficial como responsable de los crímenes cometidos por sus subordinados, así como el primero en enfocarse principalmente en delitos de violencia sexual cometidos en la guerra.
En octubre de 2013, Ozaki expresó su discordia con la decisión mayoritaria de la corte que condicionalmente eximió al presidente de Kenia, Uhuru Kenyatta, de asistir a todas sus audiencias de su juicio en La Haya. En su discordia criticó la decisión de ir contra las provisiones del Estatuto de Roma. En un fallo en septiembre de 2014, la Sala presidida por Ozaki ordenó que Kenyatta tenía que comparecer presencialmente ante el tribunal, convirtiéndose en el primer jefe de estado en hacerlo.